# Fußballnationalmannschaft der Cookinseln
Die Fußballnationalmannschaft der Cookinseln ist das Auswahlteam des pazifischen Inselstaates der Cookinseln.
Die Cookinseln sind Mitglied des Weltfußballverbandes FIFA sowie des Regionalverbandes OFC. Bisher ist es der Mannschaft noch nicht gelungen, sich für eine Fußball-Weltmeisterschaft zu qualifizieren. Bei der Ozeanienmeisterschaft schied man bei zweimaliger Teilnahme jeweils in der Vorrunde aus.

## Die Cookinseln bei der Fußball-Weltmeisterschaft
Das erste offizielle FIFA-Turnier für die Cookinseln war die Qualifikation zur Fußball-Weltmeisterschaft 1998 in Frankreich. In der Polynesischen Gruppe der Ozeanien-Zone spielte die Mannschaft gegen Samoa (1:2) und Tonga (0:2). Nach zwei Niederlagen schied das Team jedoch aus.
Auch die Qualifikation zur Fußball-Weltmeisterschaft 2002 endete für die Cookinseln bereits in der ersten Runde. In der Gruppe 2 verlor die Nationalmannschaft alle Gruppenspiele gegen Neuseeland (0:2), die Salomonen (1:9), Tahiti (0:6) und Vanuatu (1:8) und belegte am Ende den letzten Tabellenrang, was das Ausscheiden zur Folge hatte. Einziger Achtungserfolg war die knappe 0:2-Niederlage gegen Neuseeland am 8. Juni 2001 in Auckland (Neuseeland).
Die erste Runde zur Fußball-Weltmeisterschaft 2006 in Deutschland endete für die Nationalmannschaft der Cookinseln ebenfalls ohne einen einzigen Sieg gegen Neukaledonien (0:8), die Salomonen (0:5), Tahiti (0:2) und Tonga (1:2), einem Torverhältnis von 1:17 und einem letzten Tabellenrang in der ersten Runde.
Bei der Qualifikation zur Fußball-Weltmeisterschaft 2010 in Südafrika schied das Team in der ersten Runde aus. Die Cookinseln spielten in einer Gruppe mit Fidschi (0:4), Neukaledonien (0:3), Tahiti (0:1) und Tuvalu und belegten am Ende Tabellenrang vier. Gegen Tuvalu konnte man am 1. September 2007 in Apia mit 4:1 den einzigen Sieg in der WM-Qualifikation in der Geschichte des Landes einfahren.
In der ersten Runde der Qualifikation zur WM 2018 gelangen zwar zwei Siege in den ersten beiden Spielen, durch eine Niederlage im letzten Spiel gegen Amerikanisch-Samoa wurde aber der erste Platz noch verspielt und als Dritter schieden die Cookinseln aus.
Bilanz der Cookinseln in der WM-Qualifikation:
| Datum                          | Ort                            | Gegner                         | Ergebnis                       | Torschützen                                     |
| Fußball-Weltmeisterschaft 1998 | Fußball-Weltmeisterschaft 1998 | Fußball-Weltmeisterschaft 1998 | Fußball-Weltmeisterschaft 1998 | Fußball-Weltmeisterschaft 1998                  |
| ------------------------------ | ------------------------------ | ------------------------------ | ------------------------------ | ----------------------------------------------- |
| 11.11.1996                     |                                | Tonga                          | 0:2                            |                                                 |
| 13.11.1996                     |                                | Samoa                          | 1:2                            |                                                 |
| Fußball-Weltmeisterschaft 2002 |                                |                                |                                |                                                 |
| 04.06.2001                     | Auckland                       | Salomonen                      | 1:9                            | Niki Te-Miha                                    |
| 06.06.2001                     | Auckland                       | Vanuatu                        | 1:8                            | Junior Puroki                                   |
| 08.06.2001                     | Auckland                       | Neuseeland                     | 0:2                            |                                                 |
| 11.06.2001                     | Auckland                       | Tahiti                         | 0:6                            |                                                 |
| Fußball-Weltmeisterschaft 2006 |                                |                                |                                |                                                 |
| 10.05.2004                     | Honiara                        | Tahiti                         | 0:2                            |                                                 |
| 12.05.2004                     | Honiara                        | Salomonen                      | 0:5                            |                                                 |
| 15.05.2004                     | Honiara                        | Tonga                          | 1:2                            | John Pareanga                                   |
| 17.05.2004                     | Honiara                        | Neukaledonien                  | 0:8                            |                                                 |
| Fußball-Weltmeisterschaft 2010 |                                |                                |                                |                                                 |
| 27.08.2007                     | Apia                           | Fidschi                        | 0:4                            |                                                 |
| 29.08.2007                     | Apia                           | Neukaledonien                  | 0:3                            |                                                 |
| 01.09.2007                     | Apia                           | Tuvalu                         | 4:1                            | Teariki Mateariki (2), Tom Le Mouton, Kunda Tom |
| 03.09.2007                     | Apia                           | Tahiti                         | 0:1                            |                                                 |
| Fußball-Weltmeisterschaft 2014 |                                |                                |                                |                                                 |
| 22.11.2011                     | Apia                           | Samoa                          | 2:3                            | Campbell Best (2)                               |
| 24.11.2011                     | Apia                           | Amerikanisch-Samoa             | 1:1                            | Tala Luvu (ET)                                  |
| 26.11.2011                     | Apia                           | Tonga                          | 1:2                            | Grover Harmon                                   |
| Fußball-Weltmeisterschaft 2018 |                                |                                |                                |                                                 |
| 31.08.2015                     | Nukuʻalofa                     | Tonga                          | 3:0                            | Taylor Saghabi (3)                              |
| 02.09.2015                     | Nukuʻalofa                     | Samoa                          | 1:0                            | Taylor Saghabi                                  |
| 04.09.2015                     | Nukuʻalofa                     | Amerikanisch-Samoa             | 0:2                            |                                                 |
| Fußball-Weltmeisterschaft 2022 |                                |                                |                                |                                                 |
| 17.03.2022                     | Doha                           | Salomonen                      | 0:2                            |                                                 |
| 20.03.2022                     | Doha                           | Tahiti                         | ausgefallen 1                  |                                                 |
| Fußball-Weltmeisterschaft 2026 |                                |                                |                                |                                                 |
| 06.09.2024                     | Apia                           | Tonga                          | 1:3                            | Tacettin Kumsuz                                 |

## Trainer
- Alex Napa (1996–1998)
- Jens Friedemann (1998–2000)
- Alan Taylor (2000–2001)
- Luigi McKeown (2001–2004)
- Tim Jerks (2004–2005, 2007–2008, 2010)
- Shane Rufer (2010–2011)
- Paul Farrell-Turepu (2011–2014)
- Drew Sherman (2015–2018)
- Kevin Fallon (2018–2020)
- Alan Taylor (2022–2023)
- Jess Ibrom (2023–)

## Teilnahmen an Fußball-Weltmeisterschaften
- 1930 bis 1994 – nicht teilgenommen
- 1998 bis 2018 – nicht qualifiziert
- 2022 – nach einem Spiel in der Qualifikation wg. positiver COVID-19-Tests zurückgezogen
- 2026 – nicht qualifiziert

## Teilnahmen am OFC Nations Cup
- 1973, 1980 und 1996 – nicht teilgenommen
- 1998 – Vorrunde
- 2000 – Vorrunde
- 2002 – zurückgezogen
- 2004 – nicht qualifiziert
- 2008 – nicht qualifiziert
- 2012 – nicht qualifiziert
- 2016 – nicht qualifiziert
- 2020 – nicht ausgetragen
- 2024 – nicht qualifiziert

## Teilnahmen an den Südpazifik- und Pazifikspielen
Die Cook-Inseln nahmen nur sporadisch teil und konnten dabei nie die Vorrunde überstehen.
- 1963 – 1969 – nicht teilgenommen
- 1971 – Vorrunde
- 1975 – 1991 – nicht teilgenommen
- 1995 – Vorrunde
- 2003 – nicht teilgenommen
- 2007 – Vorrunde
- 2011 – Vorrunde
- 2015 – 2019 – nicht teilgenommen
- 2023 – 8. Platz

## Teilnahmen am Polynesien-Cup
- 1994 – nicht teilgenommen
- 1996 – Dritter
- 1998 – Zweiter
- 2000 – Zweiter